# Bugarska gora
Bugarska gora (latinski: Silvas Bulgarorum) ili Velika bugarska gora (latinski: Silva Magna Bulgarica) povijesno je šumsko područje koje se proteže od Niša i pruža istočno od Trajanovih vrata na početku Trakijske nizine.
U užem smislu zemljopisno područje pokriva šumovite planine Timočke krajine koja se nalazi istočno od Morave.